# ماندانا نوری
ماندانا نوری  (زادهٔ ۲۸ شهریور ۱۳۵۵ در کرمانشاه) دونده‌ی دوی استقامت ایرانی و رکورددار ماراتن زنان ایران است. این دونده ۵ دسامبر سال ۲۰۲۱ با تمام کردن ماراتن والنسیا در ۲ ساعت و ۴۵ دقیقه و ۲۳ ثانیه توانست رکورد ماراتن زنان ایران که پیش از این نیز در اختیار خودش بود بشکند. این دونده ۲۴ ژانویه ی ۲۰۲۰ توانسته بود با تمام کردن ماراتن دبی در زمان ۲ ساعت و ۵۴ دقیقه و ۲۳ ثانیه نخستین زن ایرانی باشد که ماراتن را زیر ۳ ساعت دویده است.. ماندانا نوری همچنین با به پایان رساندن نیمه‌ماراتن برلین در ۱ ساعت و ۱۶ دقیقه و ۵۵ ثانیه، به صورت رسمی رکورددار نیمه‌ماراتن زنان ایران است. 

### رکورد زنی در ماراتن زنان ایران
ماندانا نوری برای نخستین بار ۲۵ ژانویه ۲۰۱۸ توانسته بود رکورد ماراتن زنان ایران را در ماراتن دبی بشکند.
او در تاریخ ۱۴ آوریل ۲۰۱۹ ماراتن پاریس را در ۳ ساعت و ۲ دقیقه و ۳۷ ثانیه به پایان برد و رکورد خود را بیش از ۸ دقیقه جابه‌جا کرد.

### تاریخچه مسابقات
ماندانا در سال ۲۰۱۵ برای اولین بار در رقابت دوی ۱۰ کیلومتر دبی شرکت کرد و توانست این مسافت را در ۴۲ دقیقه به پایان ببرد تا در کل شرکت‌کنندگان رتبهٔ نهم و در ردهٔ سنی خودش رتبهٔ دوم را کسب کند. او سال بعد همین مسافت را در استانبول در ۴۱ دقیقه به پایان برد و رتبه اول را در کل شرکت‌کنندگان به دست آورد.
ماندانا در همان سال دوباره در رقابت ۱۰ کیلومتر دبی شرکت کرد و آن را در ۴۱ دقیقه و ۵۰ ثانیه به پایان برد و این بار نیز مقام دوم در ردهٔ سنی و نهم در کل را به دست آورد. پس از آن بود که او در همان سال در نخستین فول ماراتن خود در پاریس شرکت کرد و این رقابت را در ۳ ساعت و ۱۳ دقیقه و ۹ ثانیه به پایان بردو ماندانا در سال ۲۰۱۷ با مصدومیت دست و پنجه نرم کرد. مصدومیتی که به نوعی مقدمه‌ای برای رکوردشکنی او در سال ۲۰۱۸ بود.
در این سال در ۲۵ ژانویه توانست ماراتن دبی را در ۳ ساعت و ۱۰ دقیقه و ۶ ثانیه به پایان برده و رکورد ماراتن زنان ایران را که پیش از آن در اختیار مرسده چگینی در همین ماراتن با زمان ۳ ساعت و ۱۲ دقیقه و ۵۶ ثانیه بود را بشکند. او اما به روند پیشرفت خود ادامه داد، در سال ۲۰۱۹ در رقابت ۱۰ کیلومتر دبی شرکت کرد و با ۳۸ دقیقه و ۳۸ ثانیه آن را به پایان برد.
در همان سال در رقابت ۳۰ کیلومتر مسابقات ژئوپارک تریل قشم رتبه اول را به دست آورد و در نیمه‌ماراتن خلیج فارس نفر دوم شد. ماندانا ۱۴ آوریل ۲۰۱۹ ماراتن پاریس را در ۳ ساعت و ۲ دقیقه و ۳۷ ثانیه به پایان برد و رکورد خود و زنان ایران را بیش از ۸ دقیقه جابه‌جا کرد. 
ماندانا نوری در ادامه مسیر خود در دوی استقامت، با شرکت در ماراتن دبی در سال ۲۰۲۰ توانست عنوان نخستین زن ایرانی که ماراتن را زیر ۳ ساعت دویده از آن خود کند. او سپس در سال ۲۰۲۱ در ماراتن والنسیا شرکت کرده و رکورد خود را ۹ دقیقه جابه‌جا کرد. 
ماندانا نوری در سخنرانی‌اش در کنفرانس تداکس تهران در خصوص  رکوردشکنی‌هایش صحبت کرده و گفته است که رکوردها عدد نیستند. او معتقد است، زندگی هر فردی مملو از اتفاقات و حوادث خاص است و یک فرد مبارز، حوادث و محدودیت‌های زندگی را به صورت یک مبارزه جدید و بزرگترین مبارزه زندگی‌اش می‌بیند و برای پیروزی تلاش می‌کند.
| سال  | رقابت                       | زمان    | مقام                             |
| ---- | --------------------------- | ------- | -------------------------------- |
| ۲۰۱۵ | ۱۰ کیلومتر دوبی             | ۴۲:۰۰   | نهم                              |
| ۲۰۱۶ | ۱۰ کیلومتر استانبول         | ۴۱:۰۰   | اول                              |
| ۲۰۱۶ | ۱۰ کیلومتر دوبی             | ۴۱:۵۰   | نهم                              |
| ۲۰۱۶ | ماراتن پاریس                | ۳:۱۳:۰۹ |                                  |
| ۲۰۱۸ | ماراتن دبی                  | ۳:۱۰:۰۶ | شکست رکورد ماراتن زنان ایران     |
| ۲۰۱۹ | ۱۰ کیلومتر دوبی             | ۳۸:۳۸   | -                                |
| ۲۰۱۹ | ژئوپارک تریل قشم ۳۰ کیلومتر | ۲:۰۸:۱۱ | اول                              |
| ۲۰۱۹ | ماراتن پاریس                | ۳:۰۲:۳۷ | شکست رکورد ماراتن زنان ایران     |
| ۲۰۱۹ | ماراتن دوبی                 | ۲:۵۴:۲۳ | شکست رکورد ماراتن زنان ایران     |
| ۲۰۲۱ | ماراتن والنسیا              | ۲:۴۵:۲۳ | شکست رکورد ماراتن زنان ایران     |
| 2022 | نیمه‌ماراتن برلین            | 1:16:55 | شکست رکورد نیمه‌ماراتن زنان ایران |